# Chabib Abdułłajew
Chabib Muchamiedowicz Abdułłajew, ros. Хабиб Мухамедович Абдуллаев (ur. 31 lipca 1912, zm. 20 czerwca 1962) – radziecki geolog pochodzenia uzbeckiego, członek korespondent Akademii Nauk ZSRR (1958), akademik Akademii Nauk Uzbeckiej SRR (1947). 

## Życiorys
Od 1941 był członkiem WKP(b), W 1936 ukończył  Taszkencki Instytut Przemysłowy i został wykładowcą w Moskiewskim Instytucie Poszukiwań Geologicznych, MGRI. Od 1940 był profesorem w Taszkenckim Instytucie Politechnicznym. W latach 1956–1962 był prezydentem Akademii Nauk Uzbeckiej SRR. Prowadził prace w dziedzinie petrologii i geologii złóż rud. W 1959 otrzymał Nagrodę Leninowskąj .